# Rue du Chemin-de-Fer (Versailles)
Pour les articles homonymes, voir Rue du Chemin-de-Fer.
La rue du Chemin-de-Fer est une voie du quartier des Chantiers de Versailles, en France.

## Situation et accès
La rue du Chemin-de-Fer est une voie publique située dans le quartier des Chantiers de Versailles. Elle débute au 3, rue Édouard-Lefèbvre et se termine au 18, rue des États-Généraux.

## Origine du nom
Elle tient son nom de la ligne de chemin de fer constituant l'actuel branche de la ligne C du RER desservant la gare de Versailles-Château-Rive-Gauche et qui, en cet endroit, circule dans un tunnel (tunnel Saint-Martin) dont la rue du Chemin-de-Fer constitue la voûte.

## Historique
La rue du Chemin-de-Fer a été construite lors de la construction de la ligne de chemin de fer de la rive gauche, en 1840.